# Bruno von Mudra
Bruno von Mudra (Bad Muskau, 1º aprile 1851 – Zippendorf, 21 novembre 1931) è stato un generale tedesco.

## Biografia
Bruno Mudra si arruolò nell'esercito prussiano nel 1870 prendendo parte alla Guerra franco-prussiana ed entrando nello stato maggiore dal 1899. Nel 1907 diviene ispettore della fortezza di Magonza e nel 1910 diviene governatore di Metz, distinguendosi come ingegnere militare e pioniere in materia. Nel 1913, nominato generale di fanteria e nobilitato, venne assegnato al XVI corpo d'armata, col quale prese parte al primo conflitto mondiale ponendo la sede del proprio quartier generale a Strasburgo come naturale trampolino di lancio alla volta della Francia.
Durante questi stessi anni, egli si prodigò particolarmente per l'istruzione dei nuovi cadetti d'esercito, migliorando e perfezionando gli esercizi di allenamento propinati dalle accademie militari congiuntamente ad un progresso tecnologico negli armamenti al quale si interessò particolarmente come altri generali tedeschi della medesima epoca. Il 17 ottobre 1916 ricevette l'Ordine Pour le Merite.
Ritiratosi dall'esercito con l'armistizio del 1918, si dedicò alla vita privata e morì nel villaggio di Zippendorf (presso Schwerin), il 21 novembre 1931. La sua tomba, secondo la sua volontà, venne eretta in un bosco proprio nel paese, ed è coperta da una lapide in pietra.
In sua memoria, nel 1982, l'esercito tedesco ha creato il "Premio Mudra", consegnato al miglior cadetto di un corso militare.